# فيليكس جوزيف بارياس
فيليكس-جوزيف بارياس (13 سبتمبر 1822 - 24 يناير 1907) كان رسامًا فرنسيًا. اشتهر في عصره بلوحاته التي تصور موضوعات دينية أو تاريخية أو أسطورية، لكنه أصبح إلى حد كبير في طي النسيان اليوم. من بين الفنانين الذين تدربوا في مرسمه وحققوا شهرة لاحقًا: إدغار ديغا، وغوستاف أتشيل غيويوما، وهنري بيل. إدغار ديغا ، وغوستاف أشيل غيوميه ، وهنري بيل .

## السنوات المبكرة

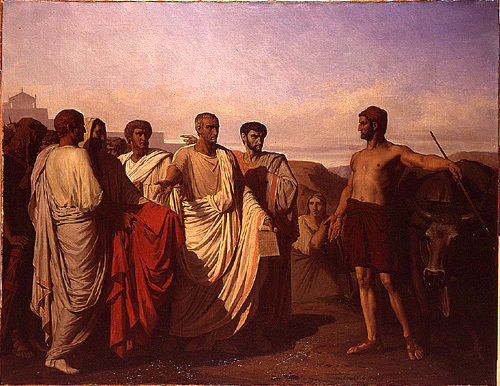
سينسيناتوس يستقبل نواب مجلس الشيوخ (1844)

وُلد فيليكس جوزيف بارياس في 13 سبتمبر 1822 في باريس. كان شقيقه لويس إرنست بارياس (1841-1905) نحاتًا مشهورًا. نشأ فيليكس في عائلة فنية، حيث كان والده رسامًا على الخزف، وتولى تعليمه الفني. أظهر موهبة استثنائية منذ صغره، مما مكنه من كسب رزقه في سن السادسة عشرة.
تابع فيليكس جوزيف بارياس دراسته تحت إشراف ليون كونييه، وفاز بجائزة روما عام 1844 بفضل لوحته سينسيناتوس وهو يستقبل نواب مجلس الشيوخ، مما أتاح له فرصة السفر إلى إيطاليا لمواصلة تعليمه الفني. في عام 1847، قدم أعماله لأول مرة في الصالون، حيث عرض لوحتي فتاة صغيرة تحمل الزهور وغزال روماني. نال ميدالية من الدرجة الثالثة في العام نفسه، ثم حصل على ميدالية من الدرجة الثانية عام 1851 عن لوحته منفيو تيبيريوس، التي تُعرض في متحف اللوفر. كما حاز ميدالية من الدرجة الثانية في المعرض العالمي لعام 1855 عن لوحته يوبيل عام 1300 في روما.  

## حياة مهنية
أنجز بارياس العديد من اللوحات التي تناولت موضوعات دينية، تاريخية، وأسطورية. كما قام بتنفيذ لوحات جدارية زينت كنيسة سانت أوستاش في باريس، وفندق اللوفر الكبير، وكنيسة سانت جينفيف في كنيسة سانت ترينيتي بالعاصمة الفرنسية. خلال ستينيات القرن التاسع عشر، كُلّف بالمساهمة في إعداد رسوم توضيحية لألبوم عن الصلاة، جمعه ويليام تومسون والترز، إلى جانب عدد من الرسامين البارزين في عصره، مثل ويليام أدولف بوجيرو، وجان ليون جيروم، وجيمس تيسو. 
شارك بارياس في المعرض الدولي بلندن عام 1862، حيث عُرضت له لوحة كبيرة تصور هبوط الجيش الفرنسي في شبه جزيرة القرم. وفي عام 1868، قام برسم أسطورة الصوف الذهبي على سقف قاعة درابرز في لندن. كما أنجز أعمالاً جدارية لأوبرا باريس التي صممها تشارلز جارنييه، وفي ثمانينيات القرن التاسع عشر، قام بتزيين قاعة ميرسيرز في لندن. عرض بارياس لوحاته في صالونات الأعوام 1879 و1880 و1881، كما أنجز رسومًا توضيحية مطبوعة لطبعات ديدوت من كتابات فيرجيل وهوراس.. 
قام بتعايم إدغار ديغا (1834-1917) في عام 1853.   و غوستاف أشيل غيوم (1840–1884)،  فرناند بيليز (1848–1913)،  إتيان بروسبر بيرن بيلكور (1838–1910)،  جيهان جورج فيبرت (1840–1902)،  هنري بيل (1844–1897)،  هنري ميشيل ليفي (1844–1914) وجان جاك شيرير (1855–1916).  تم تعيينه أيضا فارسًا في وسام جوقة الشرف في 12 يوليو 1859، وضابطًا في 3 فبراير 1897. توفي في 24 يناير 1907 عن عمر يناهز 84 عامًا. 

## أعمال مختارة

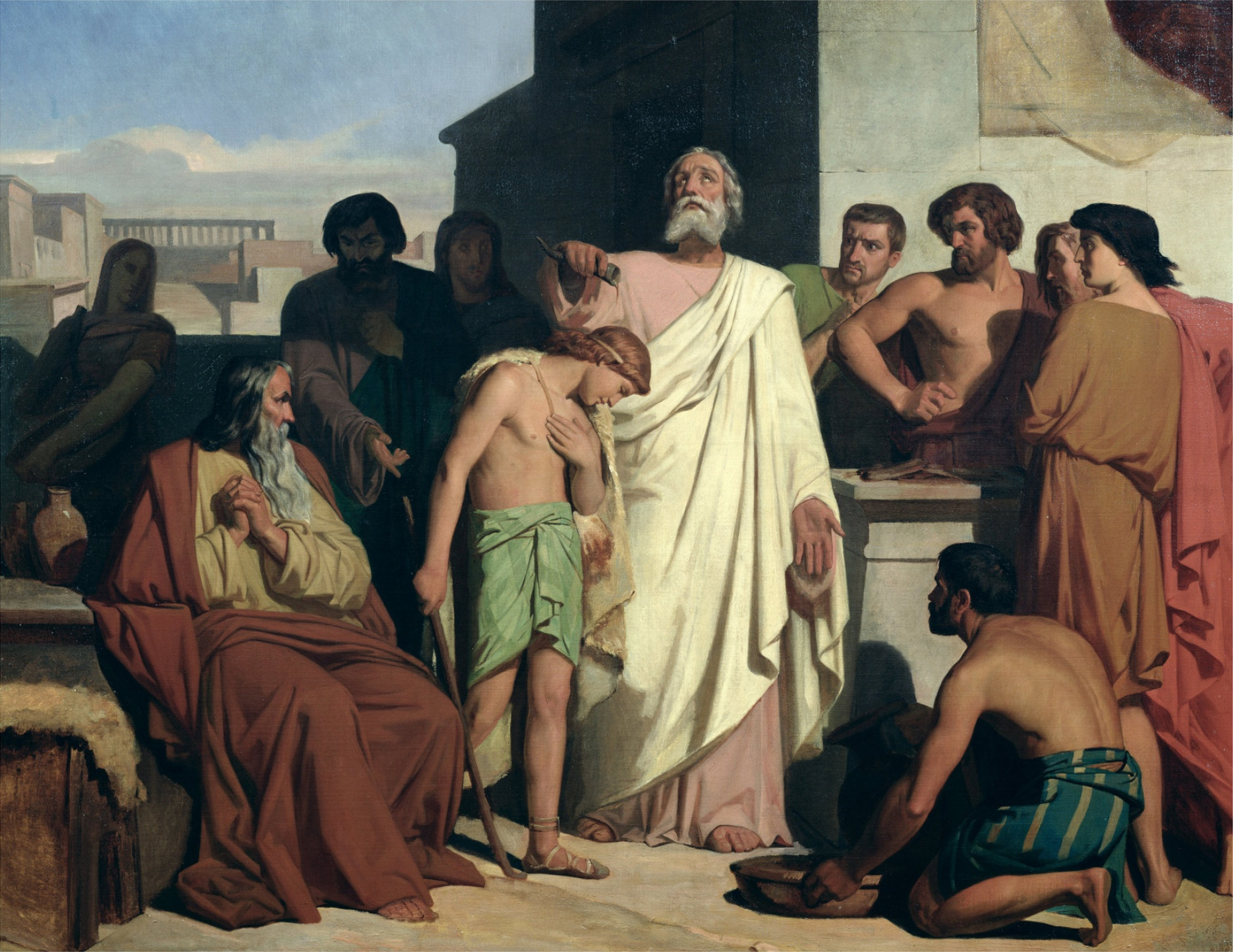
مسحة داود على يد صموئيل (1842)

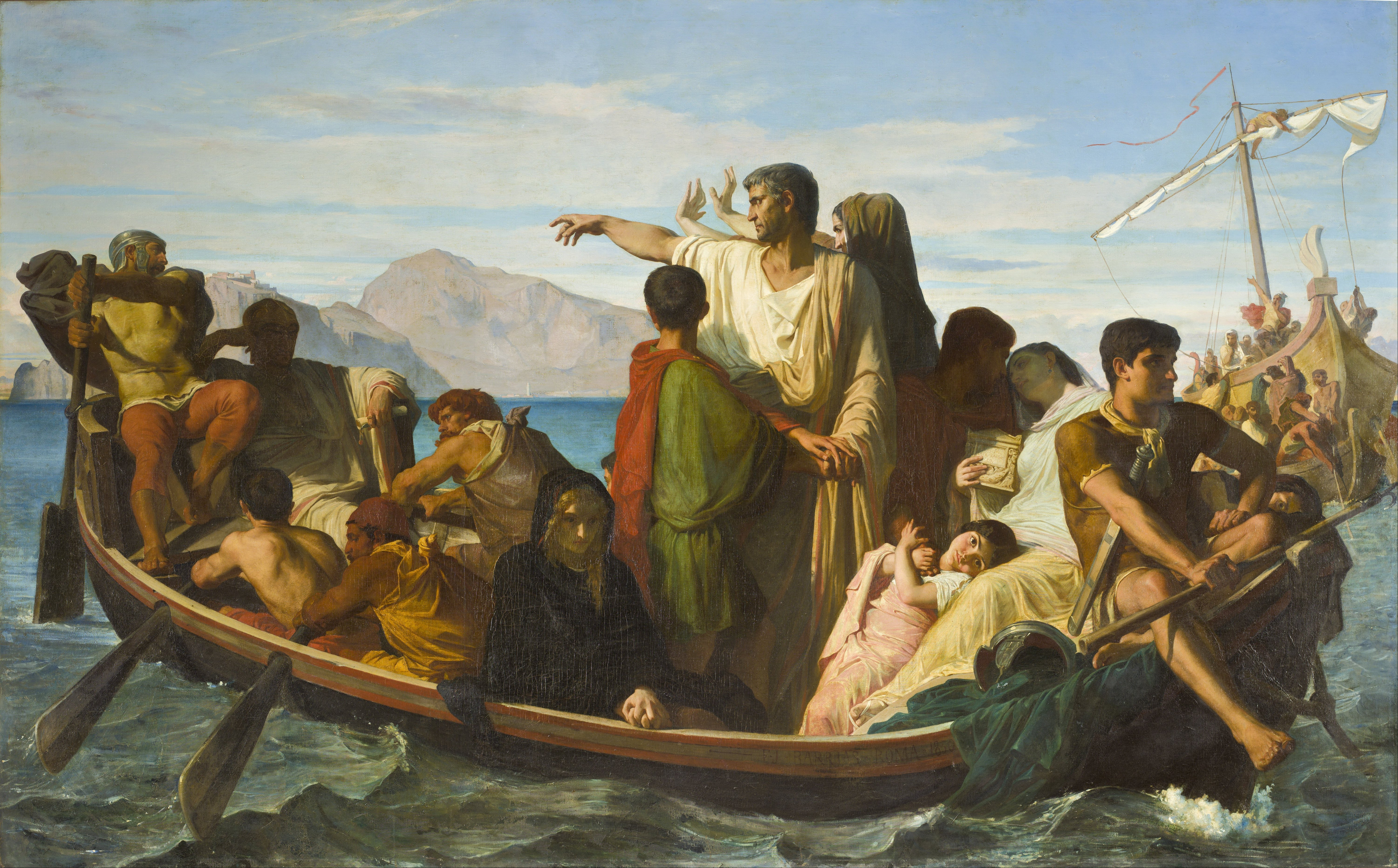
منفيو تيبيريوس (1850)

- مسحة داود على يد صموئيل (1842) – بيتي باليه، باريس
- سينسيناتوس يستقبل نواب مجلس الشيوخ (1844)
- سافو ديريزي (1845) نُشرت صورة فوتوغرافية لها في كتاب سافو الذي كتبه أ. سيبوليني عام 1890، ولكن الأصل ضاع. [22]
- فتاة صغيرة تحمل الزهور (1847)
- رجل من بلاد الغال وابنته مسجونان في روما (1847)
- الغزل الروماني (1847)
- منفيو تيبيريوس (1850) – تم شراؤها لمعرض لوكسمبورج
- مايكل أنجلو في كنيسة سيستين (1857)
- التناول الفصحي (1861)
- بيكاردي (1863) – صورة رمزية للدرج الكبير لمتحف أميان
- الراحة (1866)
- إليكترا عند قبر والدها (1875)
- الرجل أفضل! (1875) - موضوع من فيكتور هوجو
- حواء (1877)
- جنية اللؤلؤ (1878)
- مونت دوري في عهد أوغسطس (1882)
- موت شوبان (1885) توجد اللوحة في المتحف الوطني في كراكوف . [23]
- انتصار فينوس (1886)
- كميل ديمولان في القصر الملكي (1888)

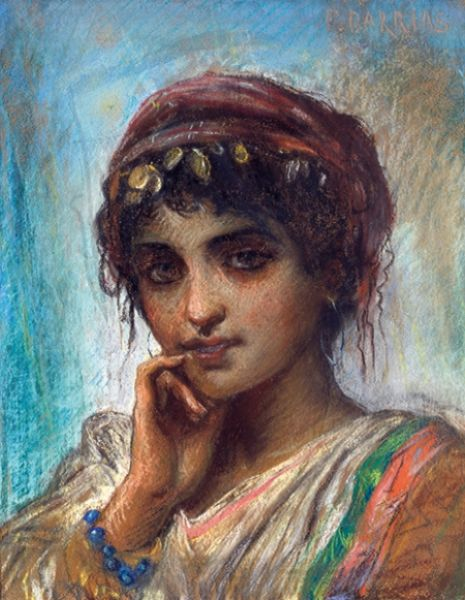
امرأة شرقية (بدون تاريخ)
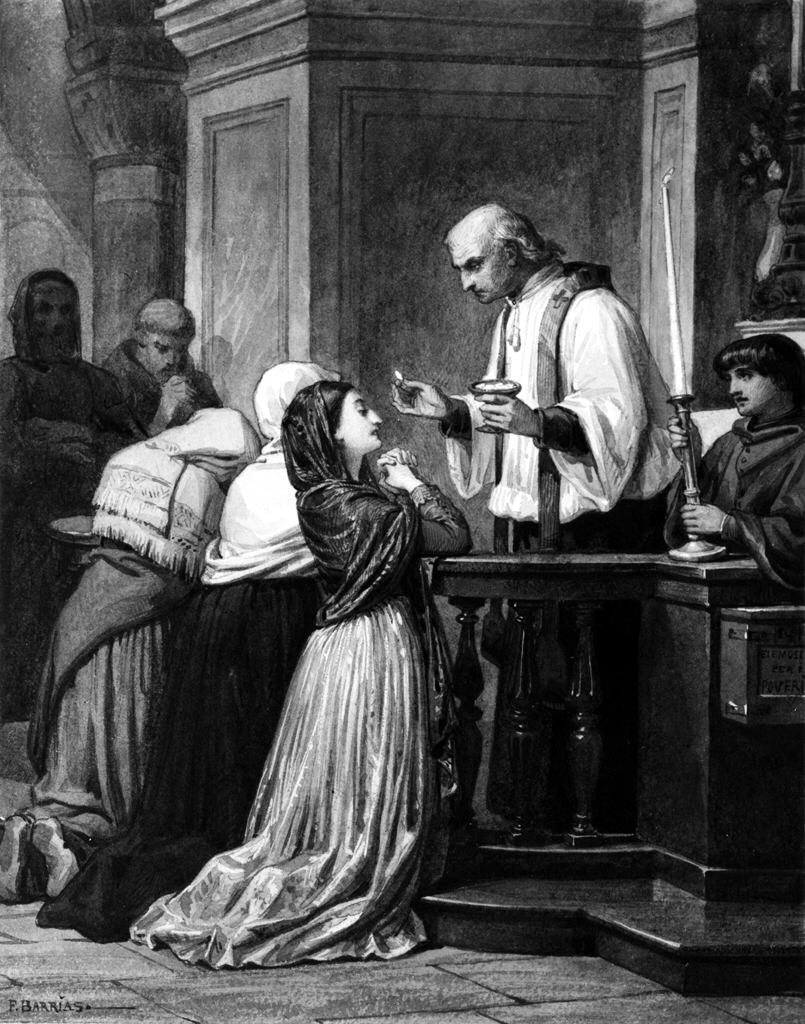
امرأة تتلقى القربان المقدس (بدون تاريخ)
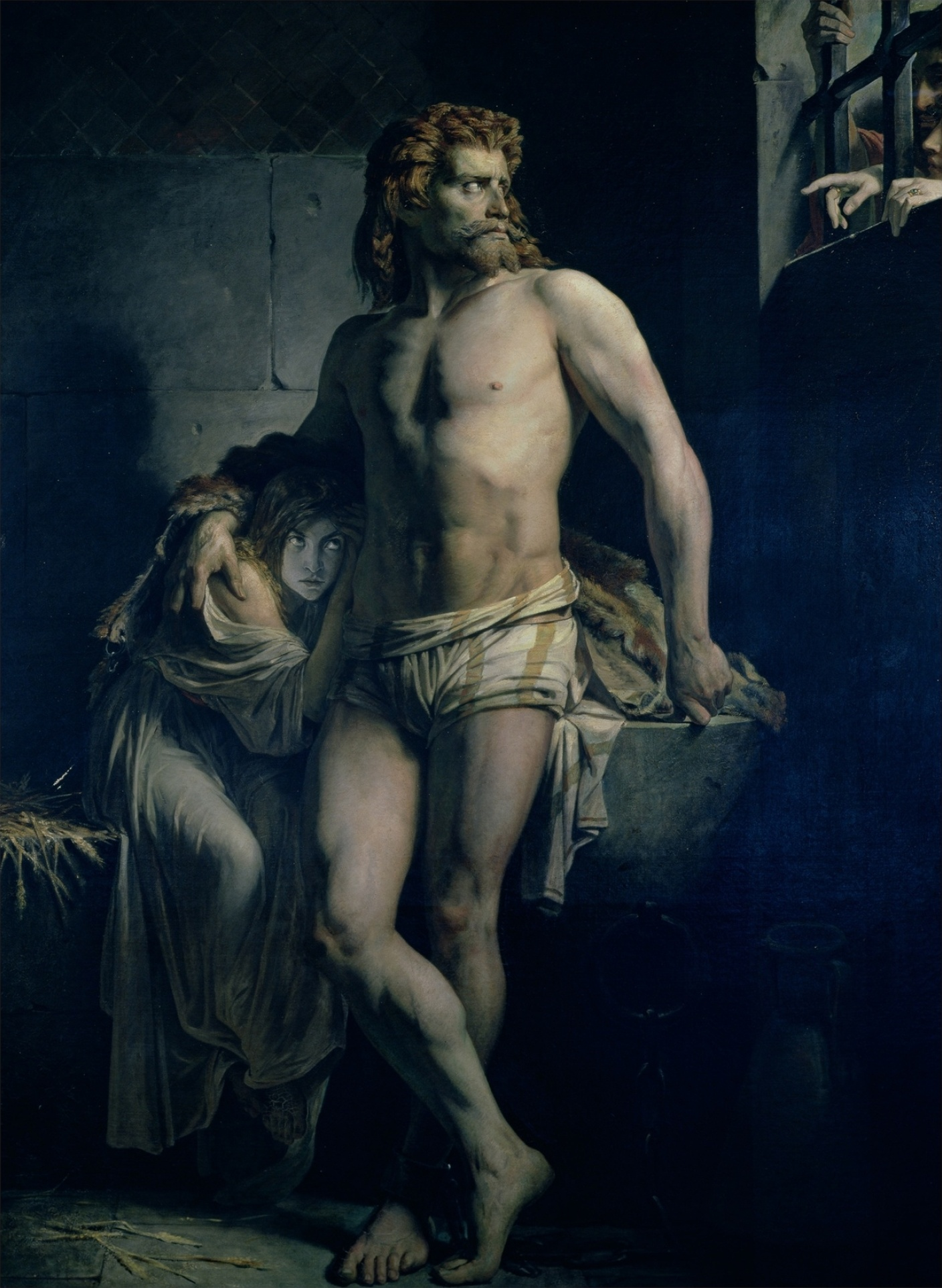
رجل من بلاد الغال وابنته مسجونان في روما (1847)
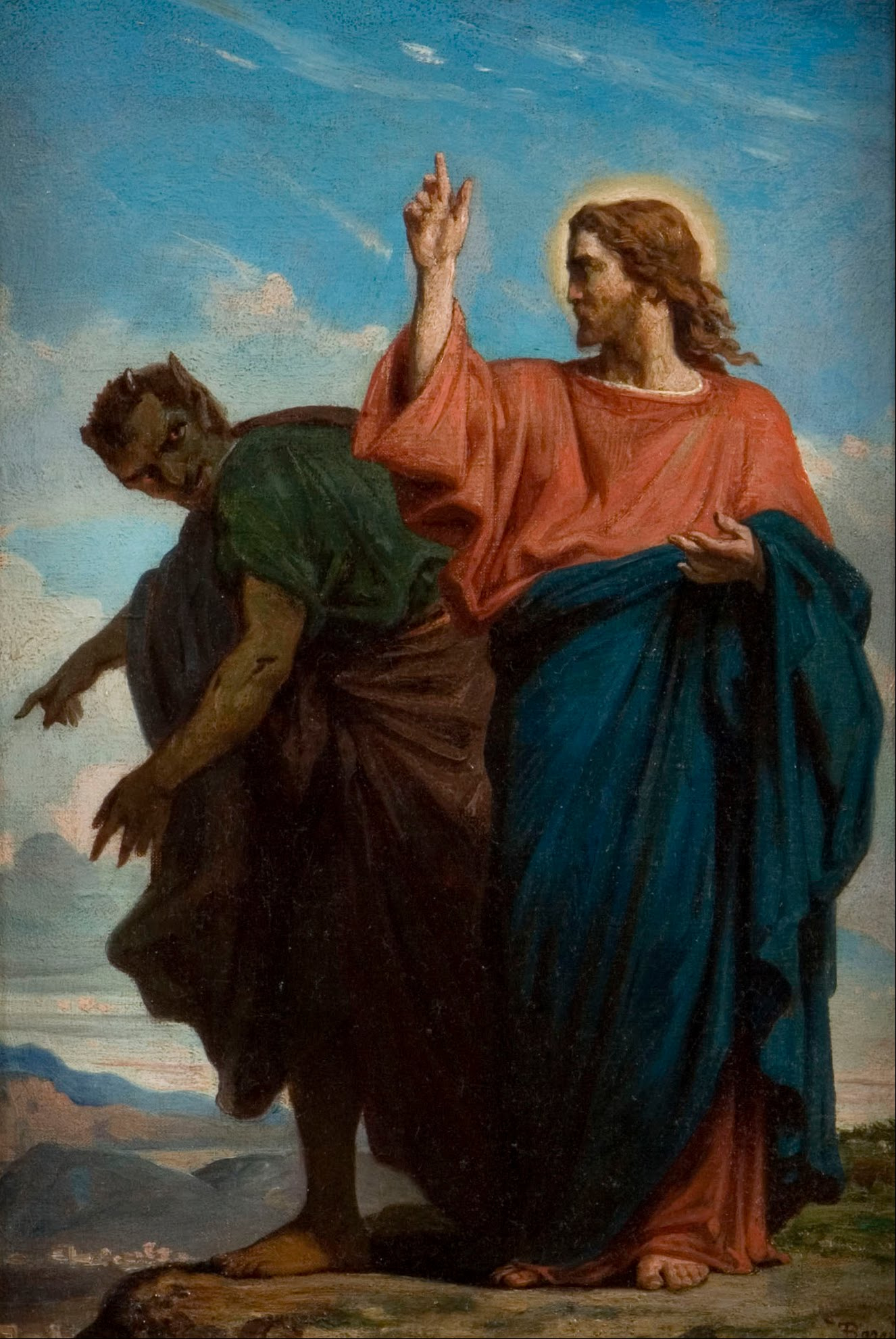
إغراء المسيح من قبل الشيطان (1860)، متحف فيلبروك للفنون